# Свишень
Сви́шень — річка в Чернігівській області України, права притока річки Білоус басейну Десни.
Довжина річки становить 22 км.
Починається річка на північній околиці села Духанки Ріпкинського району й тече на північ кілька кілометрів. Поблизу села Шумани повертає на південний схід, а після села Довжик тече на північний схід.
У верхів'ї збудовано дренажні канали, в середній течії — ставки. Нижня течія проходить через ліси.
На річці села:
- Ріпкинський район[3] — Павлівка
- Чернігівський район — Кувечичі, Довжик, Унучки, Табаївка[4]